# 阿容河畔朗德
阿容河畔朗德（法語：Landes-sur-Ajon，法語發音：[lɑ̃d syʁ aʒɔ̃] ⓘ）是法国卡尔瓦多斯省的一个市镇，属于卡昂区。

## 地理
阿容河畔朗德（49°4'33"N, 0°34'47"W）面积6 平方千米，位于法国诺曼底大区卡爾瓦多斯省，该省份为法国西北部沿海省份，北濒大西洋英吉利海峡，东北与滨海塞纳省以海上边界相接，东临厄尔省，南至奧恩省，西与芒什省接壤。
与阿容河畔朗德接壤的市镇（或旧市镇、城区）包括：奥东河畔埃皮奈、勒梅尼勒欧格兰、瓦科涅-讷伊、阿容河畔马莱尔布、瓦勒达里。

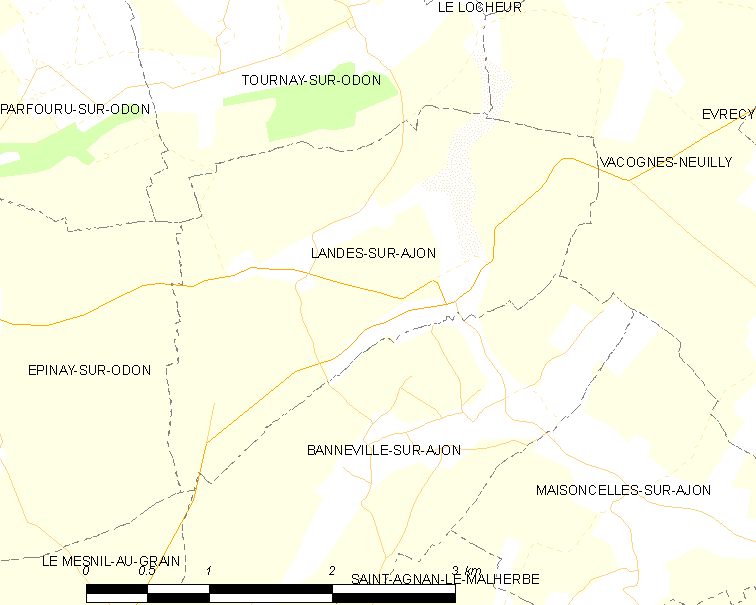
阿容河畔朗德的OSM定位图

阿容河畔朗德的时区为UTC+01:00、UTC+02:00（夏令时）。

## 行政
阿容河畔朗德的邮政编码为14310，INSEE市镇编码为14353。

## 政治
阿容河畔朗德所属的省级选区为莱蒙多奈县。

## 人口

1962-2008年间阿容河畔朗德人口变化图示

阿容河畔朗德于2022年1月1日时的人口数量为459人。